# Norddeutsche Fußballmeisterschaft 1915/16
Die norddeutsche Fußballmeisterschaft 1915/16 war der zehnte vom Norddeutschen Fußball-Verband organisierte Wettbewerb. Wegen des Ersten Weltkrieges spielten die Vereine lediglich Meisterschaften auf Bezirksebene. An der Endrunde um die norddeutsche Meisterschaft nahmen Auswahlmannschaften der Bezirke teil. Sieger wurde Hamburg-Altona.

## Ergebnisse

### Viertelfinale
|                | Ergebnis |              |
| -------------- | -------- | ------------ |
| Kiel           | 5:1      | Lübeck       |
| Hamburg-Altona | 8:1      | Mecklenburg  |
| Hannover       | 5:3      | Braunschweig |
| Bremen         | 4:2      | Oldenburg    |
| Nordhannover   | 1:5      | Unterweser   |

### Zwischenrunde
Da die Mannschaft der Unterweser nicht antreten konnte rückte Nordhannover nach.
|                | Ergebnis |              |
| -------------- | -------- | ------------ |
| Hamburg-Altona | 6:1      | Nordhannover |

### Halbfinale
|                | Ergebnis |        |
| -------------- | -------- | ------ |
| Hamburg-Altona | 4:2      | Kiel   |
| Hannover       | 1:0      | Bremen |

### Finale
|                | Ergebnis |          |
| -------------- | -------- | -------- |
| Hamburg-Altona | 5:1      | Hannover |